# Arancio cadmio
Arancione cadmio è la gradazione di arancione mostrata a destra. Viene ricavato dal pigmento di cadmio.